# La Cité pétrifiée (film)
Pour plus de détails, voir Fiche technique et Distribution.
La Cité pétrifiée (The Monolith Monsters) est un film américain réalisé par John Sherwood, sorti en 1957.

## Synopsis
Dans le désert californien, non loin de la petite ville de San Angelo, le géologue Ben Gilbert rapporte un bloc de pierre noire dans son laboratoire. En présence du journaliste de la presse locale Martin Cochrane, il essaie d'en déterminer l'origine, sans succès.
Le lendemain, Dave Miller, le directeur du laboratoire, de retour d'un déplacement professionnel, retrouve le bureau dévasté par un immense roc noir, et Ben mort, littéralement pétrifié. 
D'autres humains sont retrouvés changés en statues de pierre et, faisant le lien avec les roches noires, Dave va consulter son ancien professeur, Arthur Flanders, qui découvre qu'elles proviennent d'une météorite. Ils vont alors observer un curieux phénomène : les fragments de météorite deviennent de gigantesques monolithes croissant de manière exponentielle au contact de l'eau et constituent bientôt une menace redoutable pour les habitants de la vallée.

## Fiche technique
- Titre original : The Monolith Monsters
- Titre français : La Cité pétrifiée
- Réalisation : John Sherwood
- Scénario : Norman Jolley et Robert M. Fresco
- Production : Howard Christie
- Société de production : Universal Pictures
- Musique : Irving Gertz, Henry Mancini et Herman Stein
- Photographie : Ellis W. Carter
- Montage : Patrick McCormack
- Décors : Alexander Golitzen et Robert Emmet Smith
- Costumes : Seth Banks et Marilyn Sotto
- Pays d'origine : États-Unis
- Format : Noir et blanc - 1,85:1 - Mono - 35 mm
- Genre : Science-fiction
- Durée : 77 minutes
- Dates de sortie : 
  - États-Unis : décembre 1957
  - France : 16 avril 1958

## Distribution
- Lola Albright : Cathy Barrett
- Grant Williams : Dave Miller
- Les Tremayne : Martin Cochrane
- Trevor Bardette : le professeur Arthur Flanders
- Phil Harvey : Ben Gilbert
- William Flaherty : le chef Dan Corey
- Harry Jackson : le docteur Steve Hendricks
- Richard H. Cutting : le docteur E.J. Reynolds
- Linda Scheley : Ginny Simpson
- Dean Cromer : l'agent de police
- Steve Darrell : Joe Higgins
- Paul Frees : le narrateur

Actrices non créditées
- Claudia Bryar : Mme Simpson
- Elizabeth Russell : la standardiste

## Autour du film
- Le tournage s'est déroulé de janvier à février 1957.
- Bien que l'action du film prend place dans la petite ville de San Angelo, cette dernière n'existe pas. La ville fut reconstituée à base de matte paintings et d'une rue reconstruite dans les studios d'Universal City. Les extérieurs furent tournés quant à eux dans les montagnes d'Alabama Hills, près de Lone Pine, en Californie.
- À l'époque de sa sortie en salle, il était courant que les cinémas projettent deux films (double programme) pour le prix d'un seul billet. Avec The Monolith Monsters, les studios Universal Pictures avaient choisi Love Slaves of the Amazons (1957) en tant que deuxième programme.
- Dans la série de jeux vidéo Command and Conquer, le tiberium, matériau cristallin fictif, est directement inspiré du film.